# Moirones
Moirones est une ville de l'Uruguay située dans le département de Rivera. Sa population est de 158 habitants.

## Infrastructure
La route 27 (Ruta 27) est située au nord de la ville.

## Population
| Année | Population |
| ----- | ---------- |
| 1963  | –          |
| 1975  | –          |
| 1985  | –          |
| 1996  | –          |
| 2004  | 158        |

,